# Flying Colors (film uit 1917)
Flying Colors is een Amerikaanse dramafilm uit 1917 onder regie van Frank Borzage.

## Verhaal
De voormalige universiteitsatleet Brent Brewster gaat werken voor een detectivebureau. Craig Lansing huurt Brent in om een reeks juwelendiefstallen in Poughkeepsie op te helderen. Tijdens een feestje in het huis van Lansing herkent hij kapitein Drake, een Engelse schurk. Hij maakt er ook kennis met Ann, de schoonzus van Lansing. Na enkele misverstanden kan Brent kapitein Drake ontmaskeren en hij wint bovendien het hart van Ann.

## Rolverdeling
| Acteur           | Personage             |
| ---------------- | --------------------- |
| William Desmond  | Brent Brewster        |
| Golda Madden     | Ann                   |
| Jack Livingston  | Kapitein Drake        |
| Laura Sears      | Ruth Lansing          |
| J. Barney Sherry | Craig Lansing         |
| George W. Chase  | Jimmy McMahon         |
| J.P. Lockney     | Brewster sr.          |
| Bert Offord      | Cockney               |
| Mary McIvor      | Stenograaf            |
| Ray Jackson      | Zoon van de directeur |